# Tramway d'Hiroshima
Le tramway d'Hiroshima est le réseau de tramways qui dessert la ville d'Hiroshima, au Japon. Il comporte huit lignes commerciales. Il est exploité par la compagnie Hiroshima Electric Railway plus communément appelée Hiroden.

## Historique
La compagnie Hiroshima Electric Tramway (広島電気軌道, Hiroshima Denki Kidō) est créée le 18 juin 1910. Elle prend son nom actuel Hiroshima Electric Railway (広島電鉄, Hiroshima Dentetsu) le 10 avril 1942.
Le premier tramway électrique entre en service le 23 novembre 1912.
L'exploitation du tramway est suspendue le 6 août 1945 à cause du largage de la bombe atomique. Elle reprend partiellement le 9 août 1945.
Depuis janvier 2008, la compagnie accepte le système de carte magnétique PASPY.

## Réseau
D'une longueur de 35,1 km, c'est le réseau le plus étendu du Japon. Huit lignes commerciales sont exploitées, plus une ligne pour les circulations spéciales.
|  |

| Lignes                                                   | Stations | Durée du trajet (en minutes) |
| -------------------------------------------------------- | -------- | ---------------------------- |
| Gare d'Hiroshima - Port d'Hiroshima (par Kamiyachō)      | 27       | 44                           |
| Gare d'Hiroshima - Miyajimaguchi                         | 40       | 63                           |
| Hiroden-Nishi-Hiroshima - Port d'Hiroshima               | 29       | 48                           |
| Gare d'Hiroshima - Port d'Hiroshima (par Hijiyama-shita) | 18       | 28                           |
| Gare d'Hiroshima - Eba                                   | 20       | 35                           |
| Gare de Yokogawa - Hiroden-honsha-mae                    | 15       | 25                           |
| Gare de Yokogawa - Eba                                   | 12       | 21                           |
| Hatchobori - Hakushima                                   | 5        | 7                            |
| Trains spéciaux Hiroden                                  | –        | –                            |

## Matériel roulant
Deux tramways ayant survécu à la bombe nucléaire circulent encore occasionnellement sur le réseau, les rames 651 et 652.

### Rames à une caisse

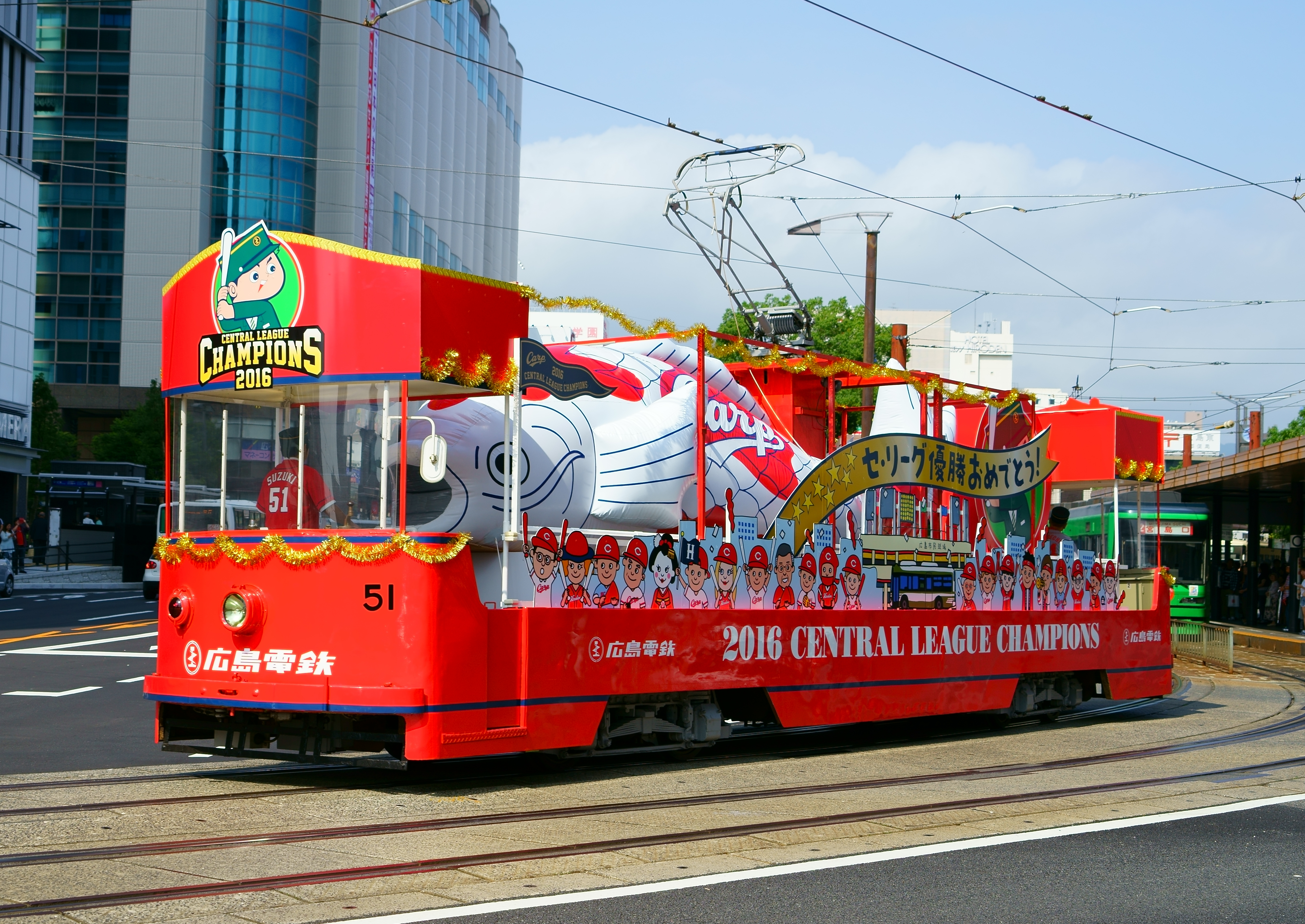
série 50
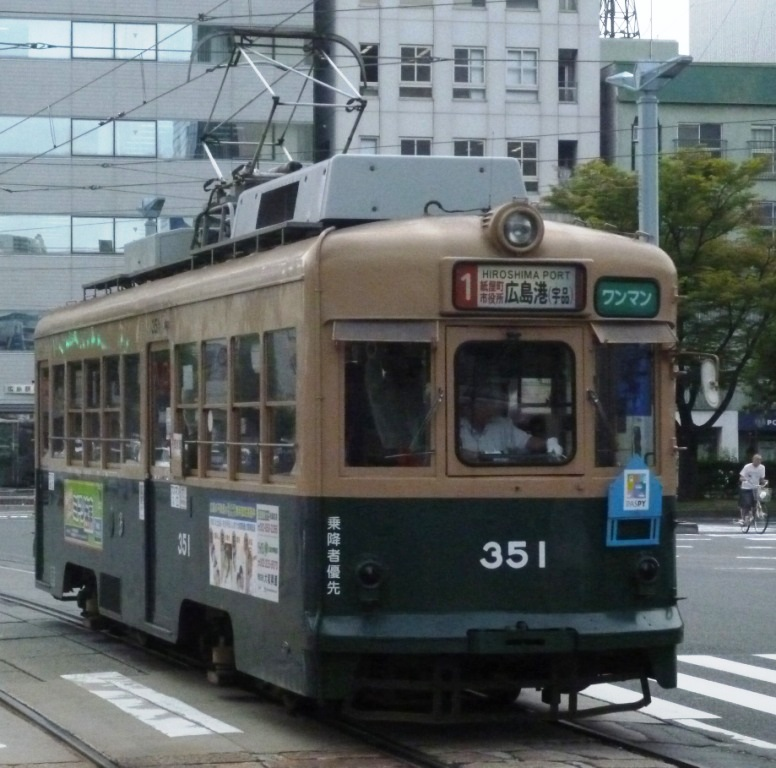
série 350
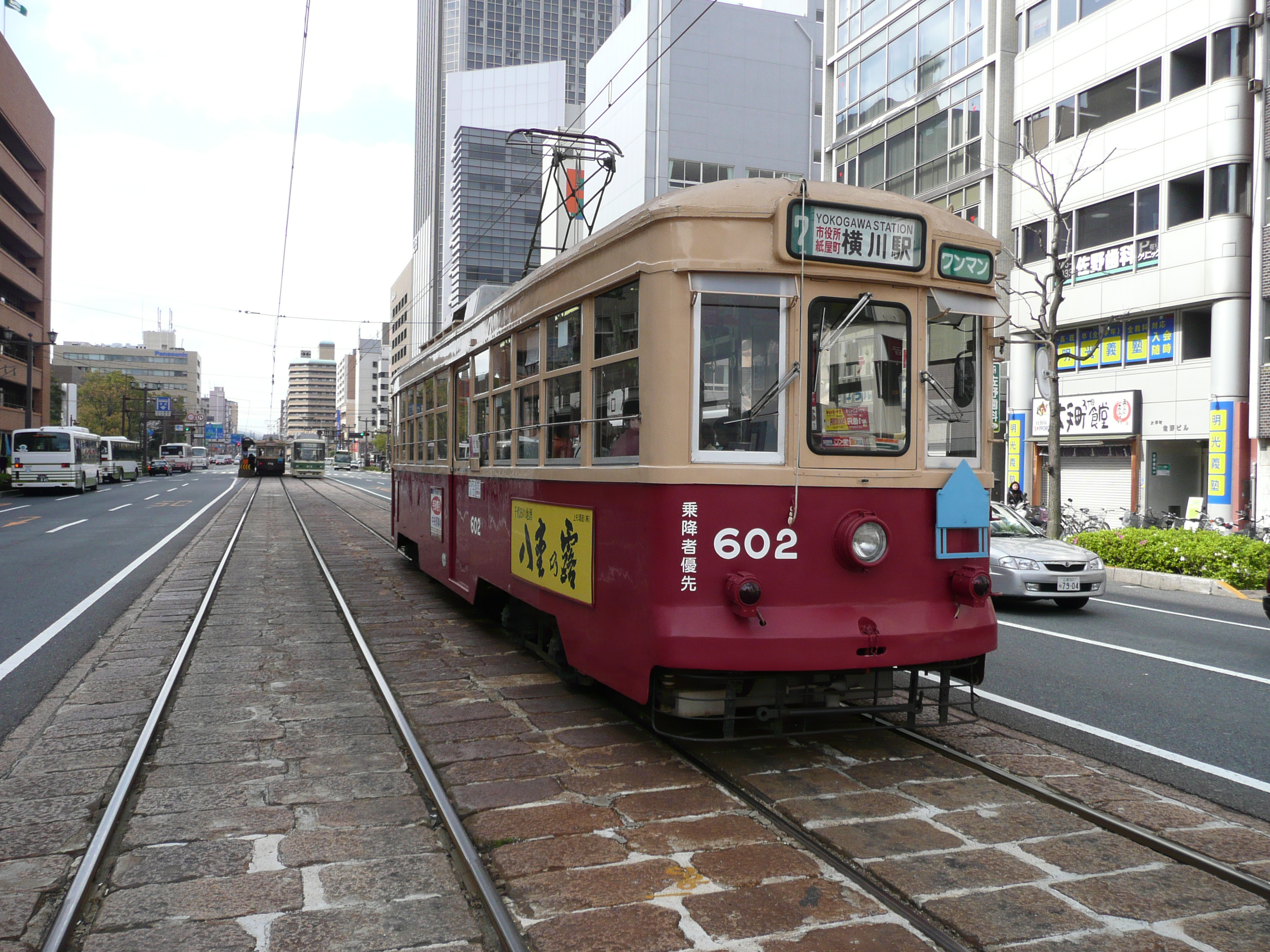
série 600
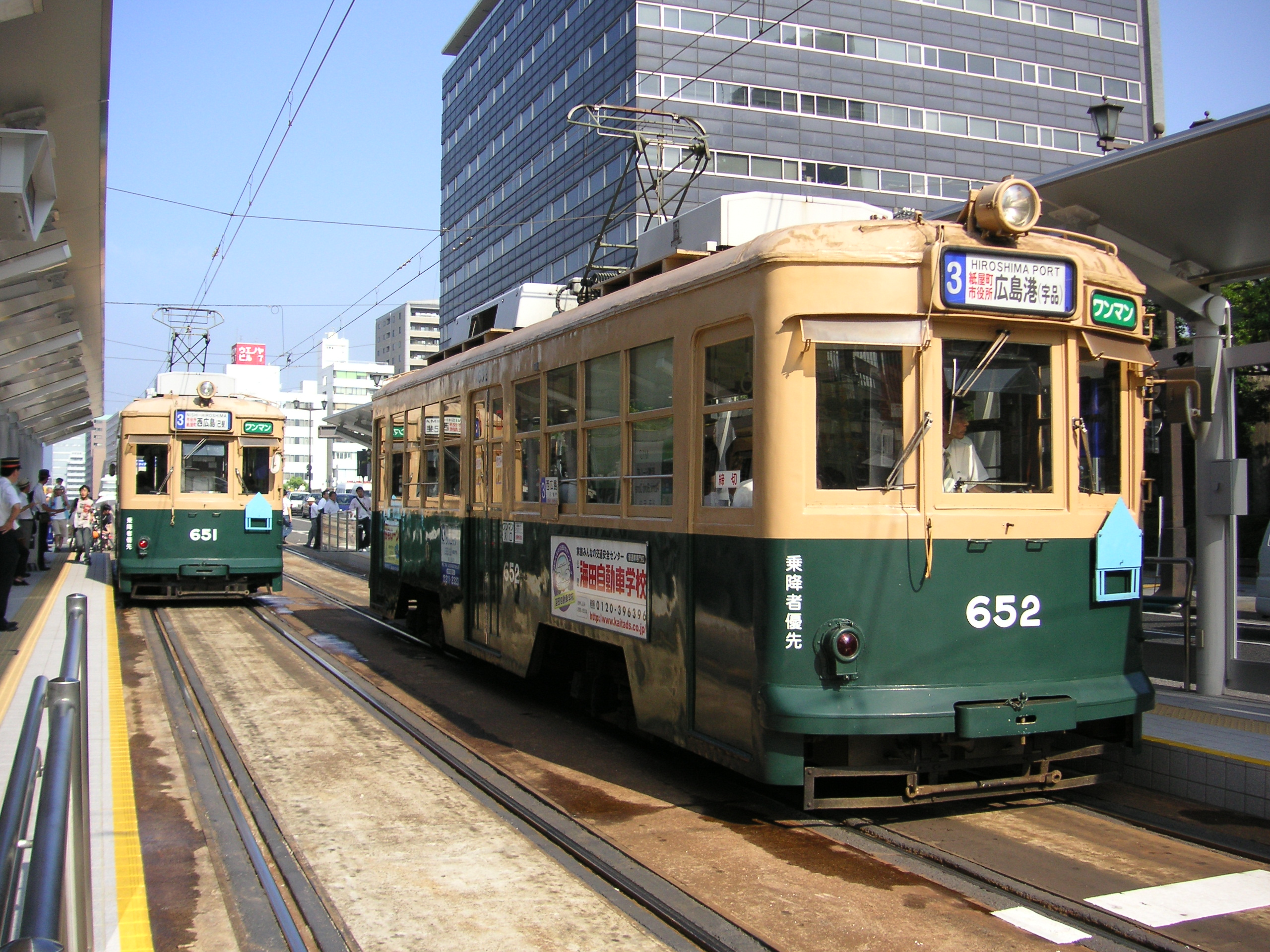
série 650
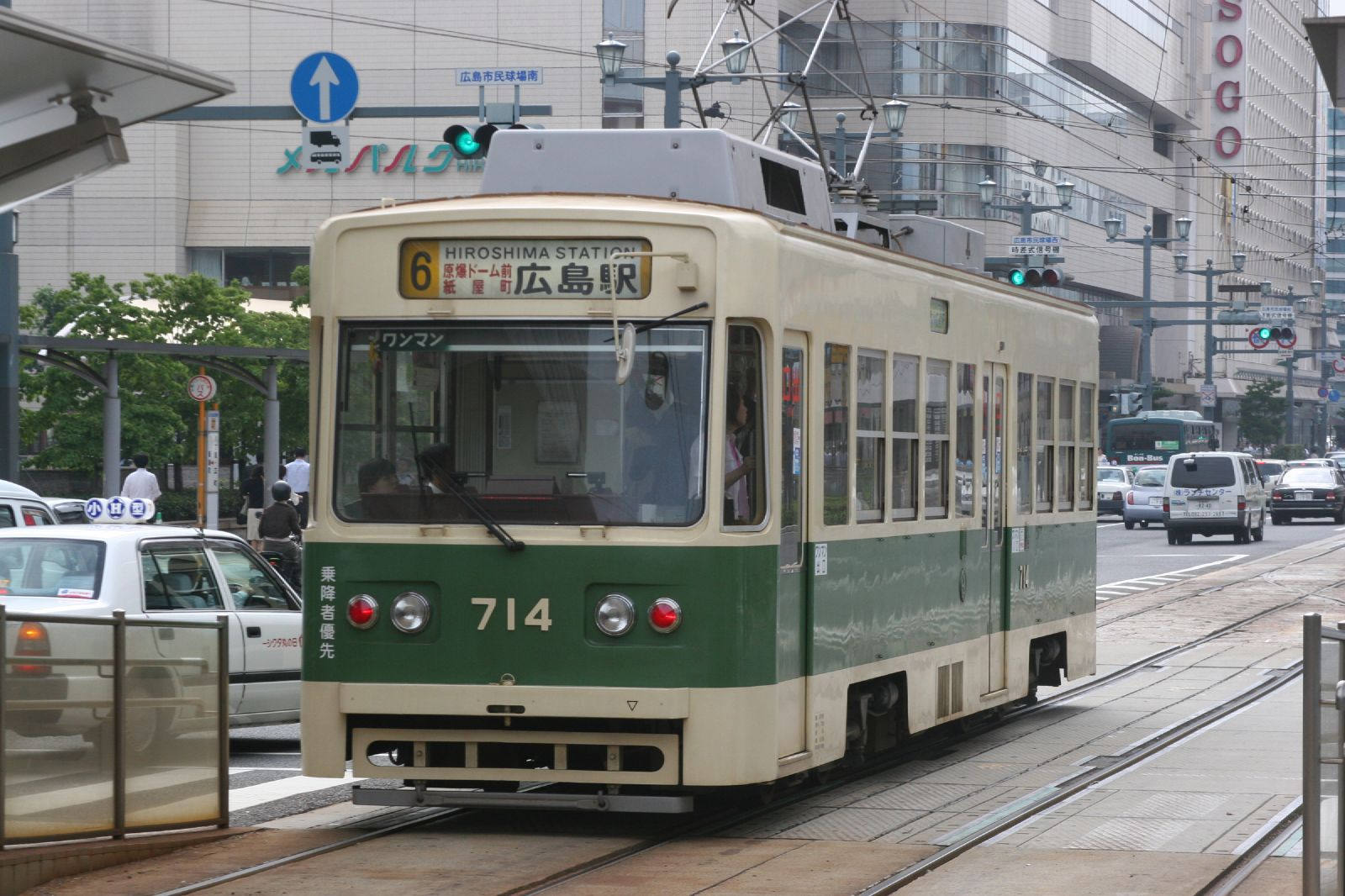
série 700
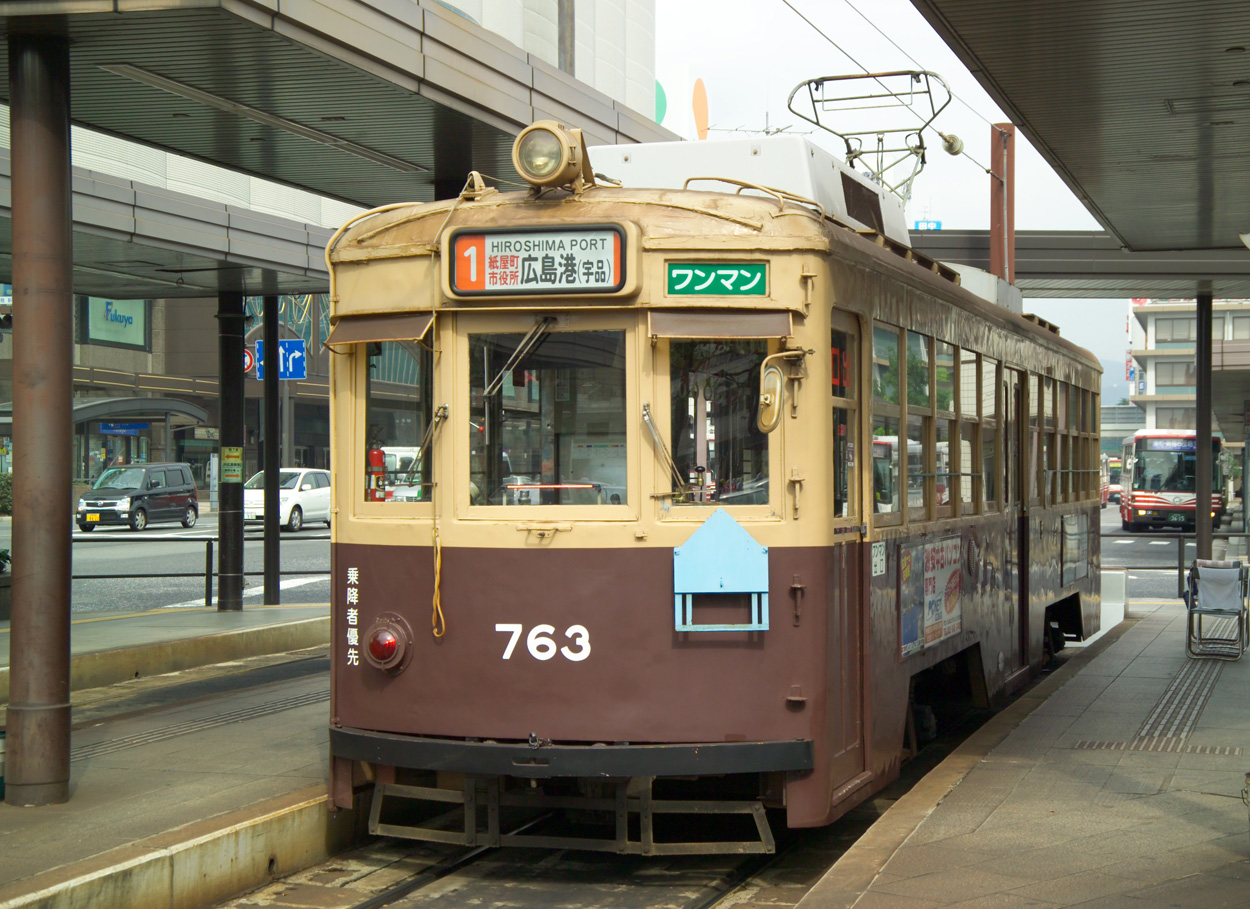
série 750
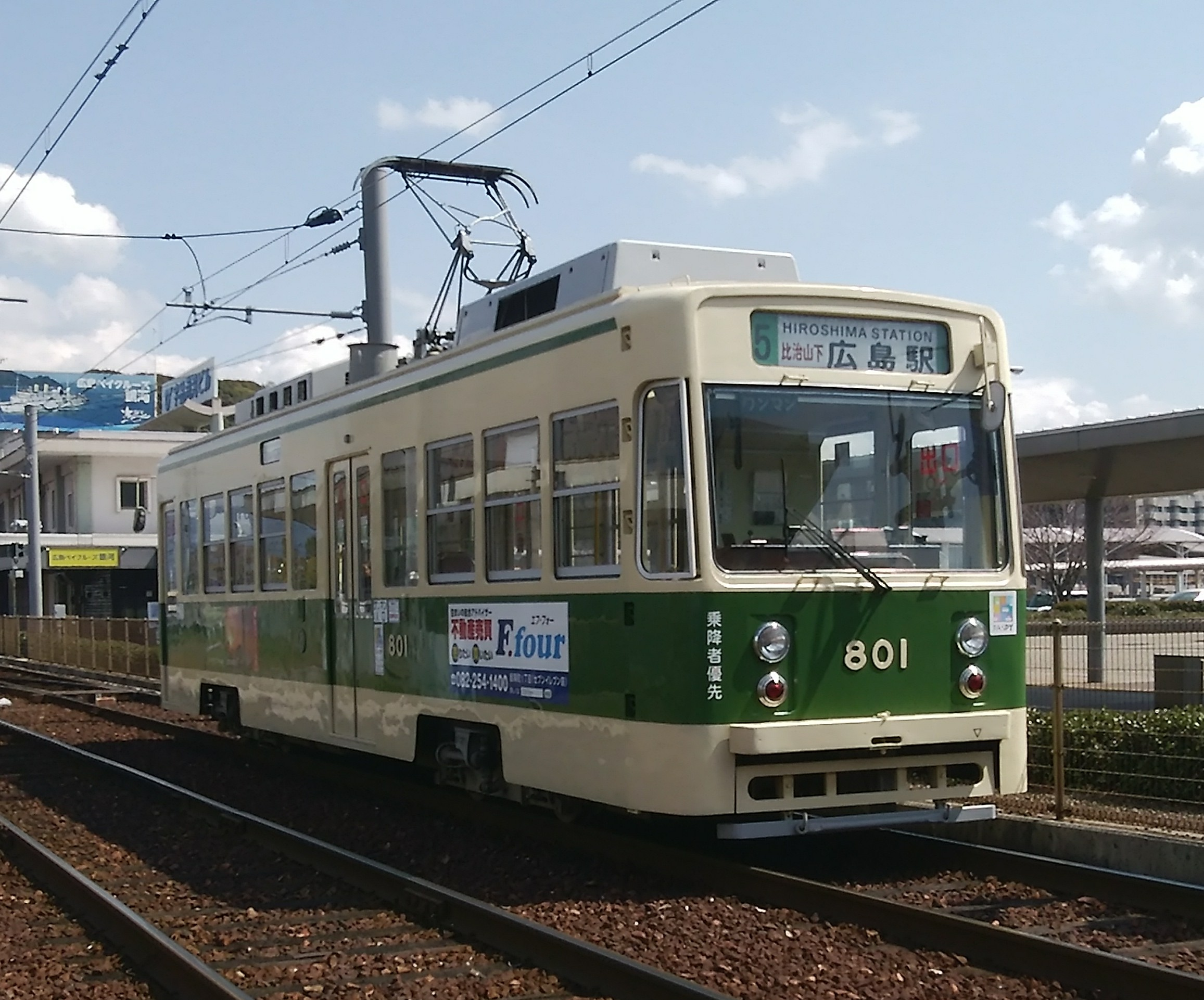
série 800
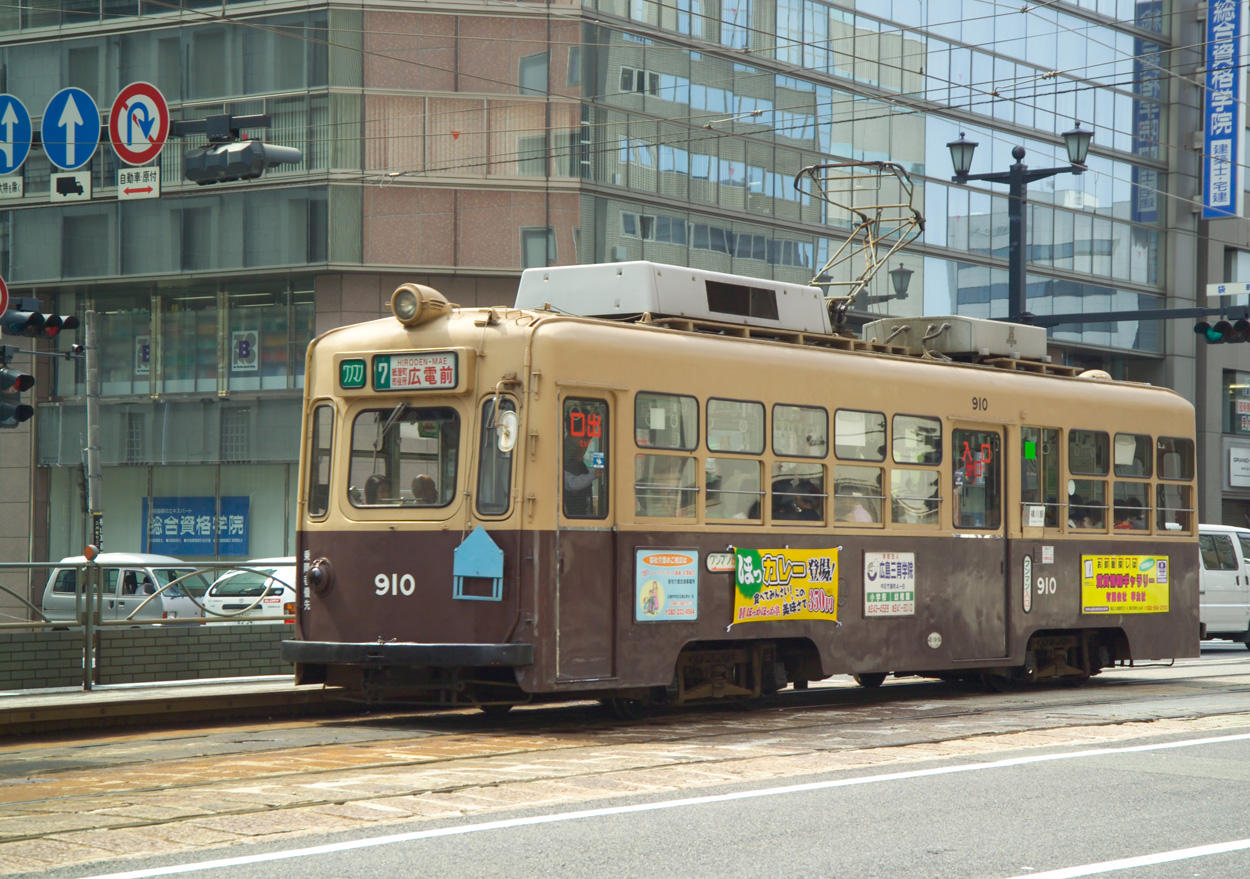
série 900
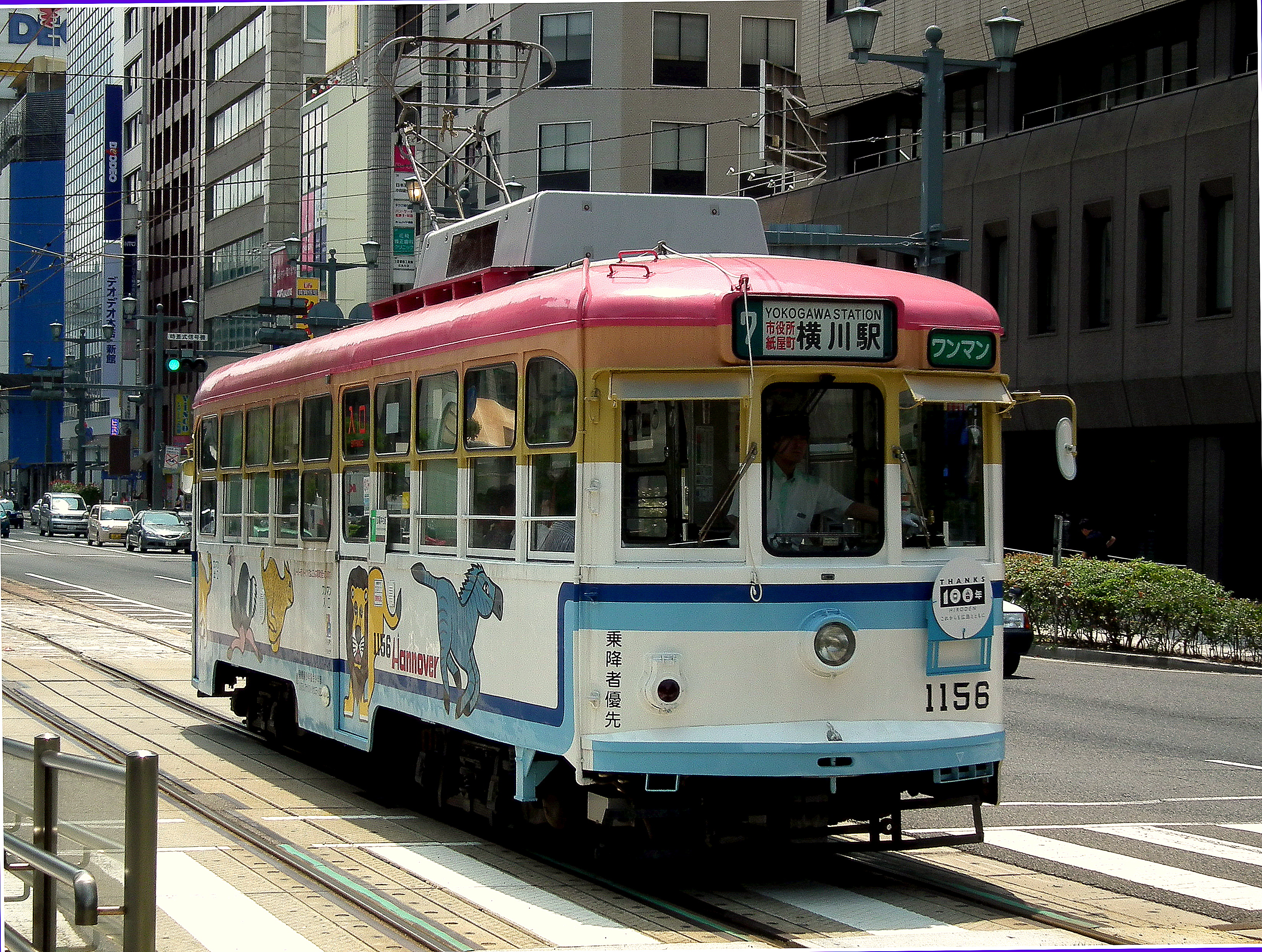
série 1150
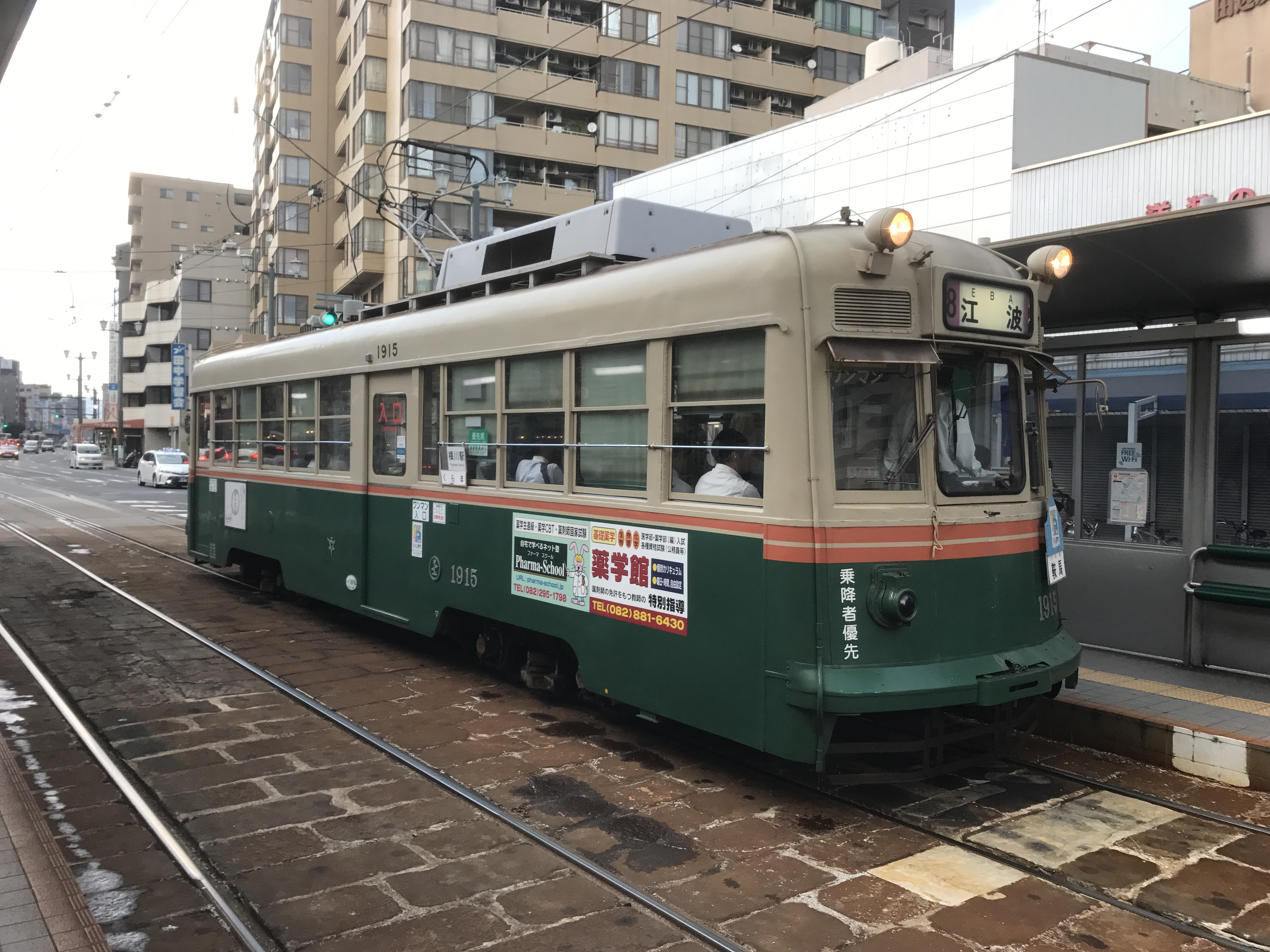
série 1900

### Rames à plusieurs caisses

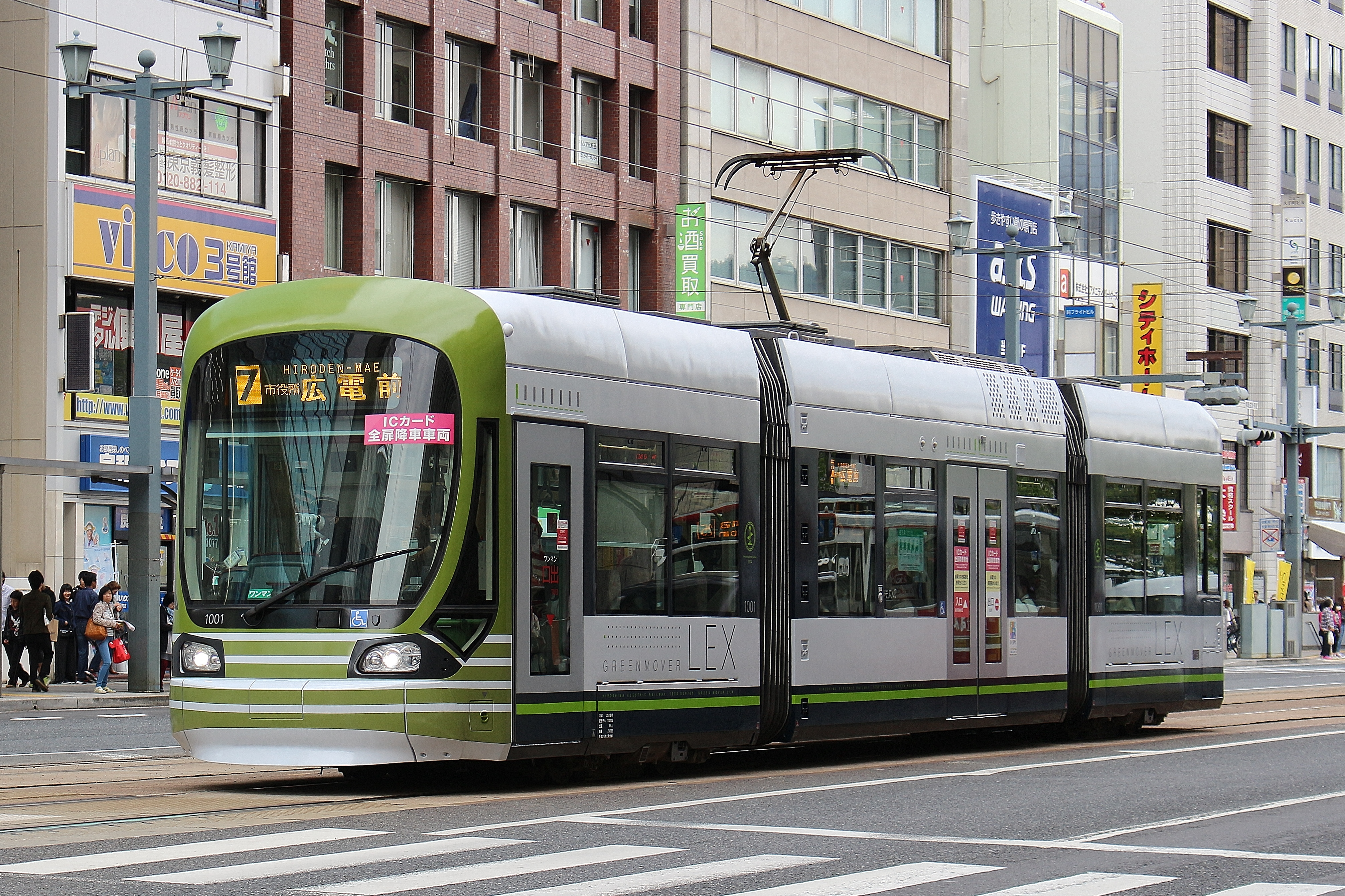
série 1000
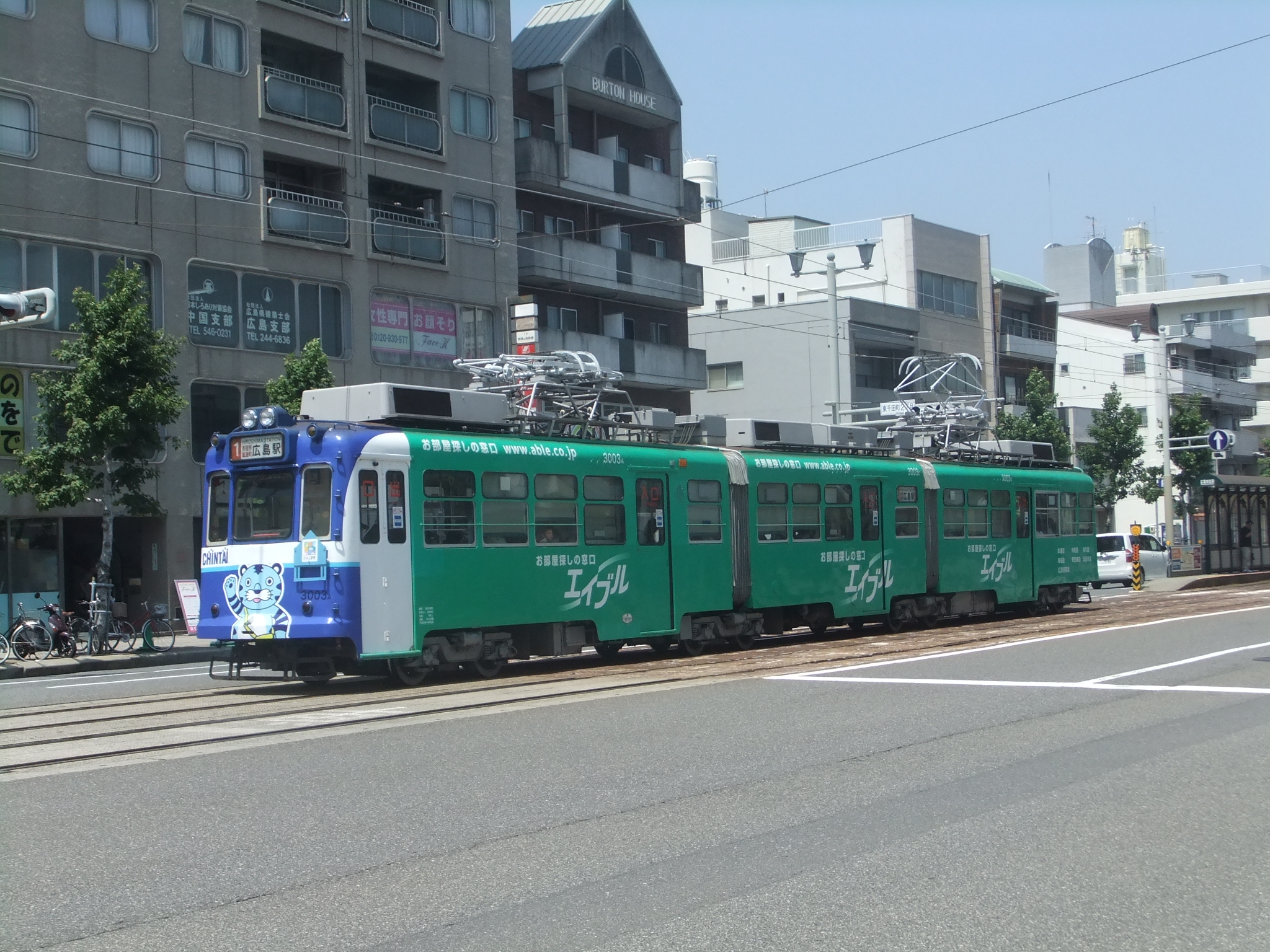
série 3000
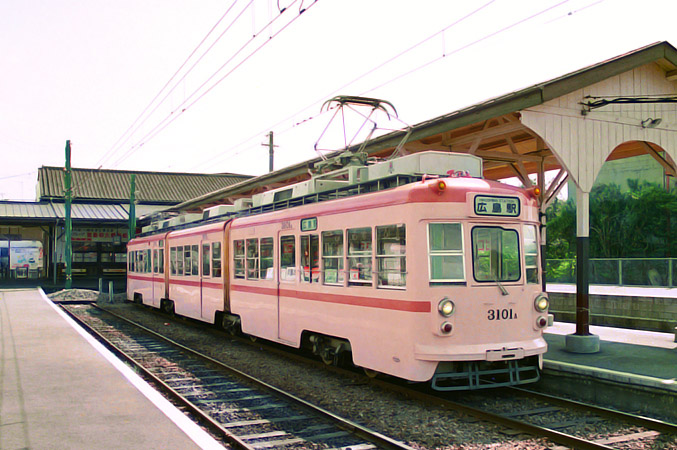
série 3100
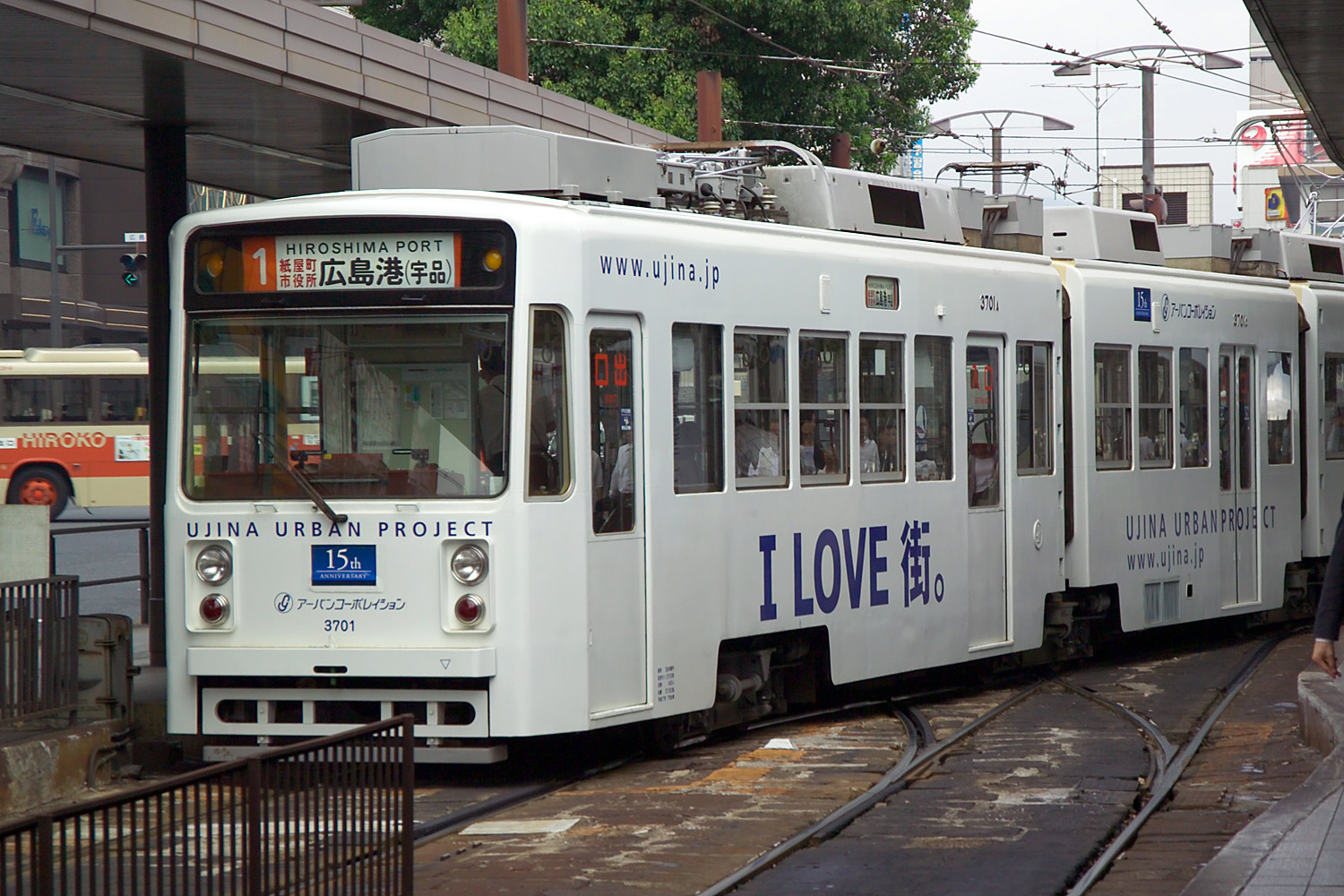
série 3700
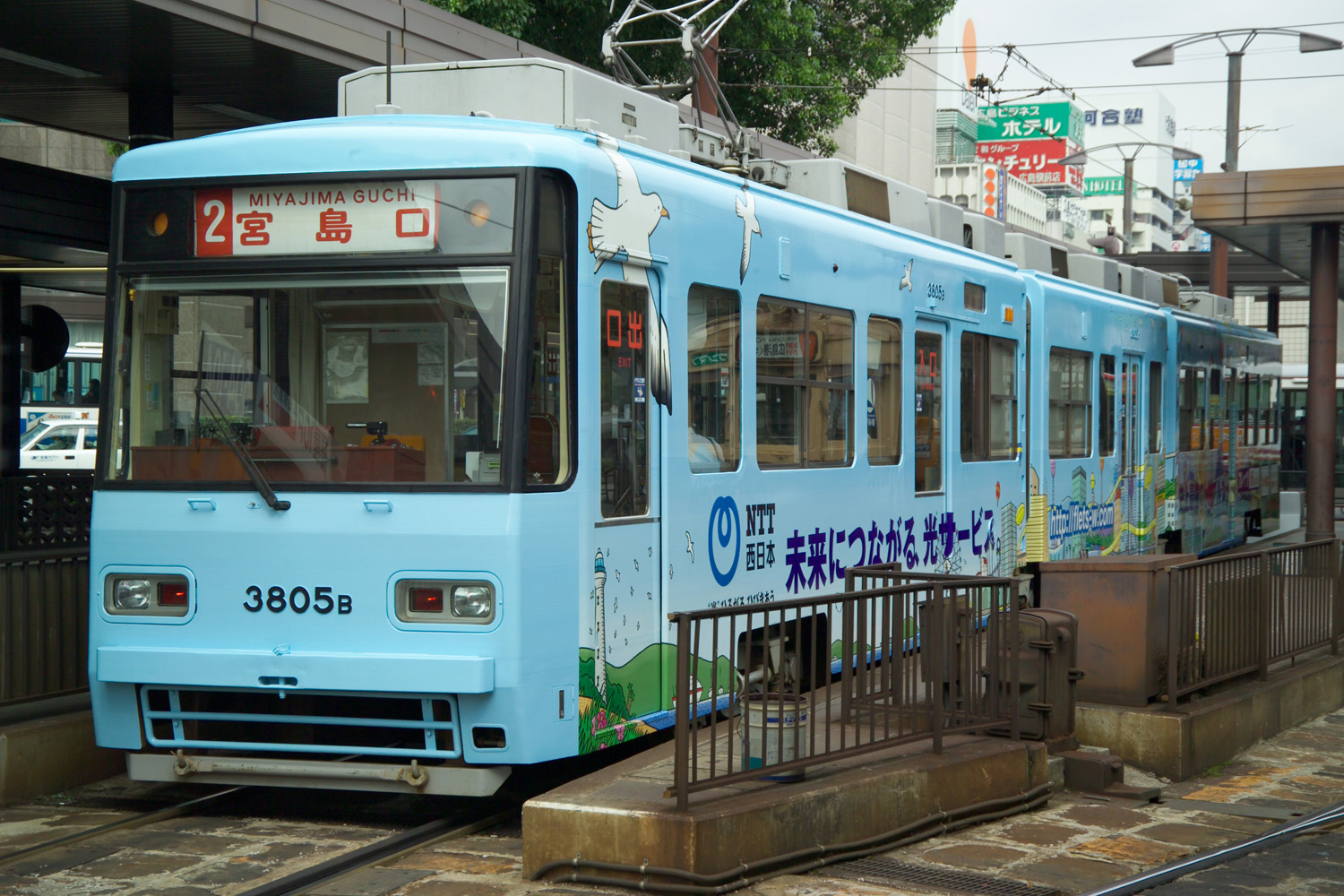
série 3800
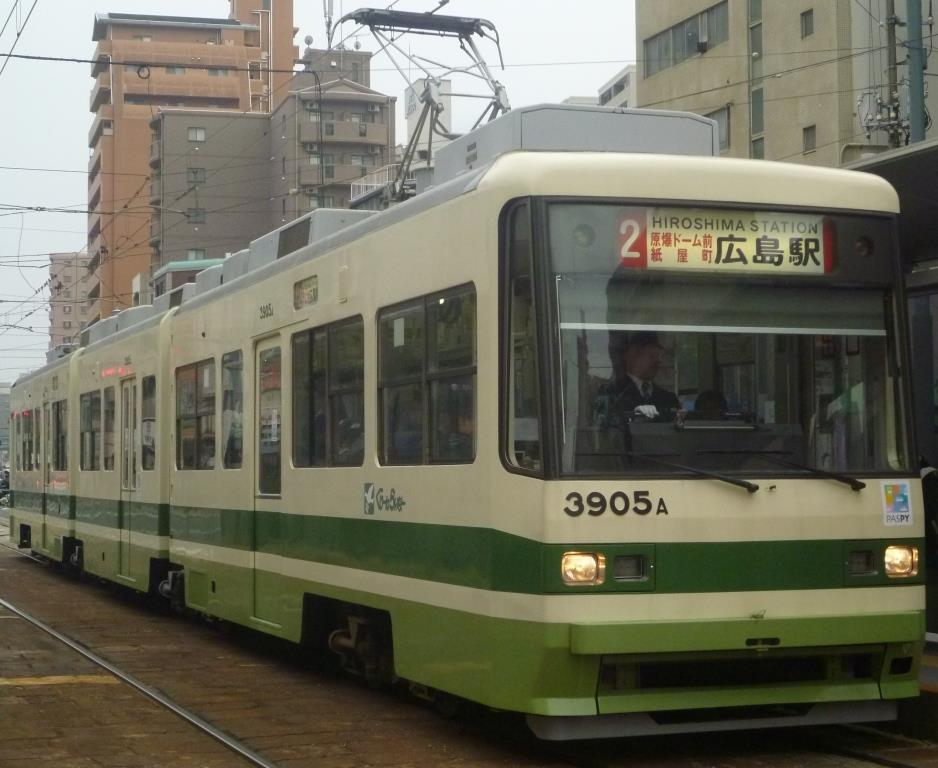
série 3900
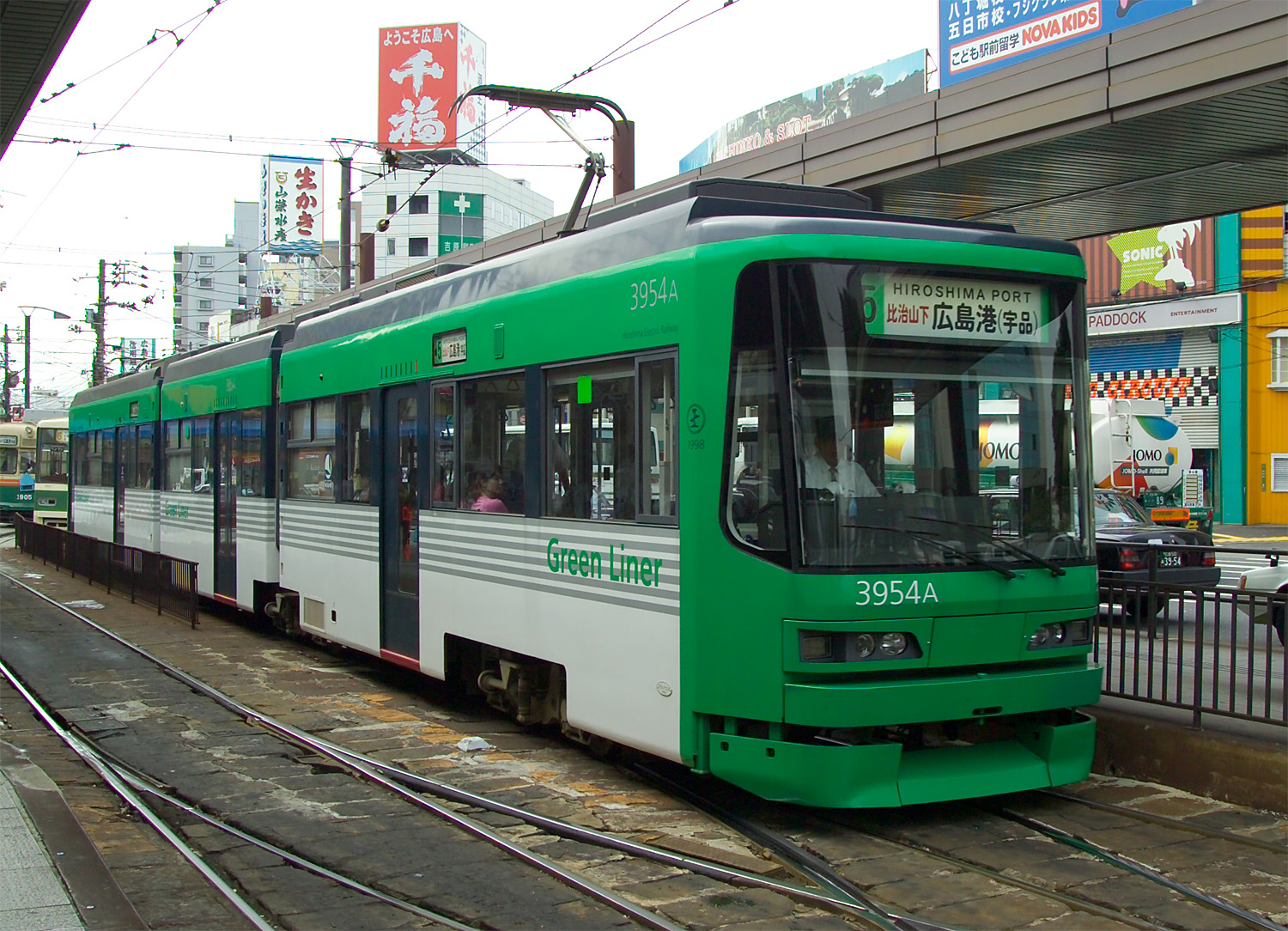
série 3950
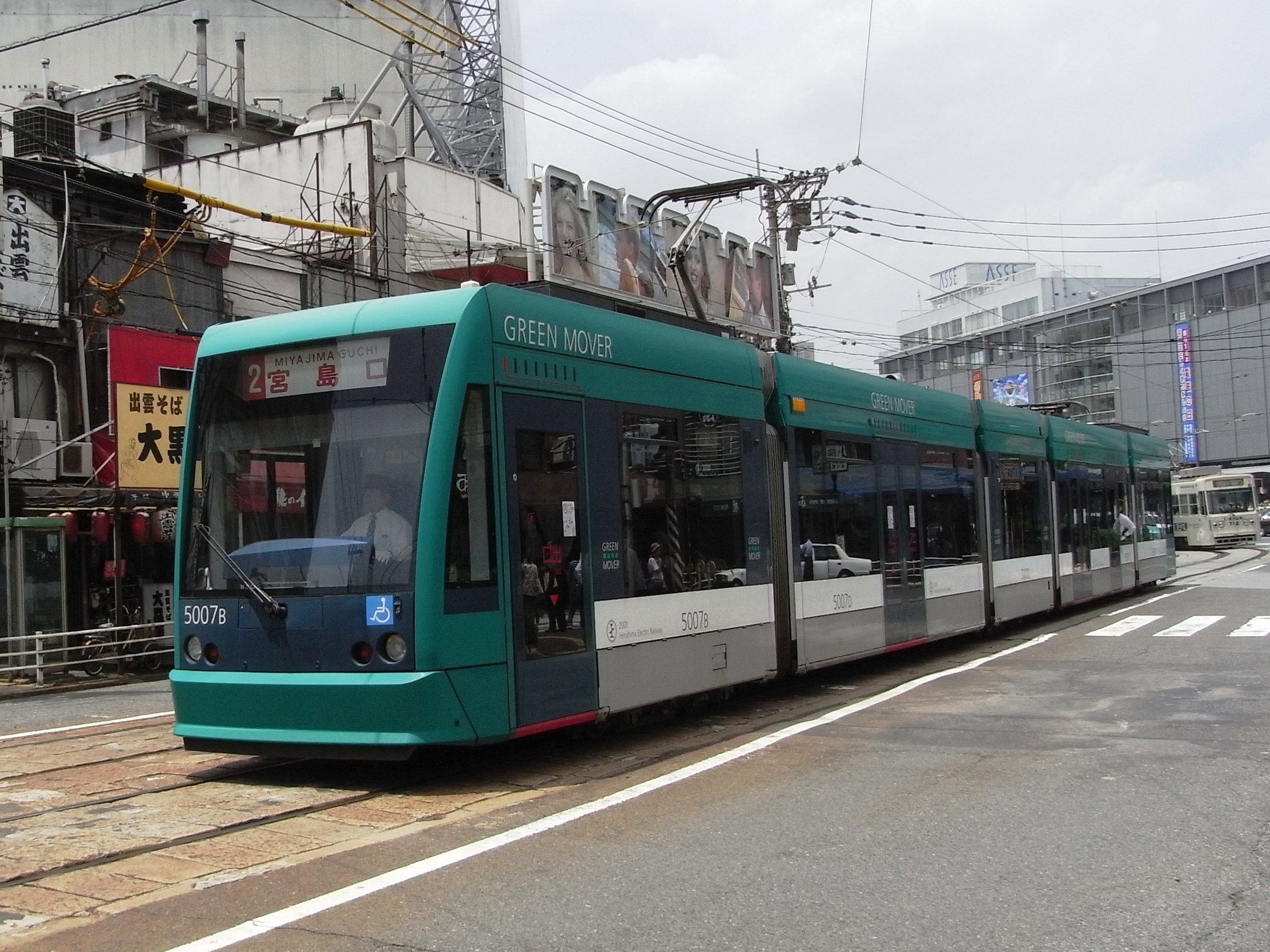
série 5000
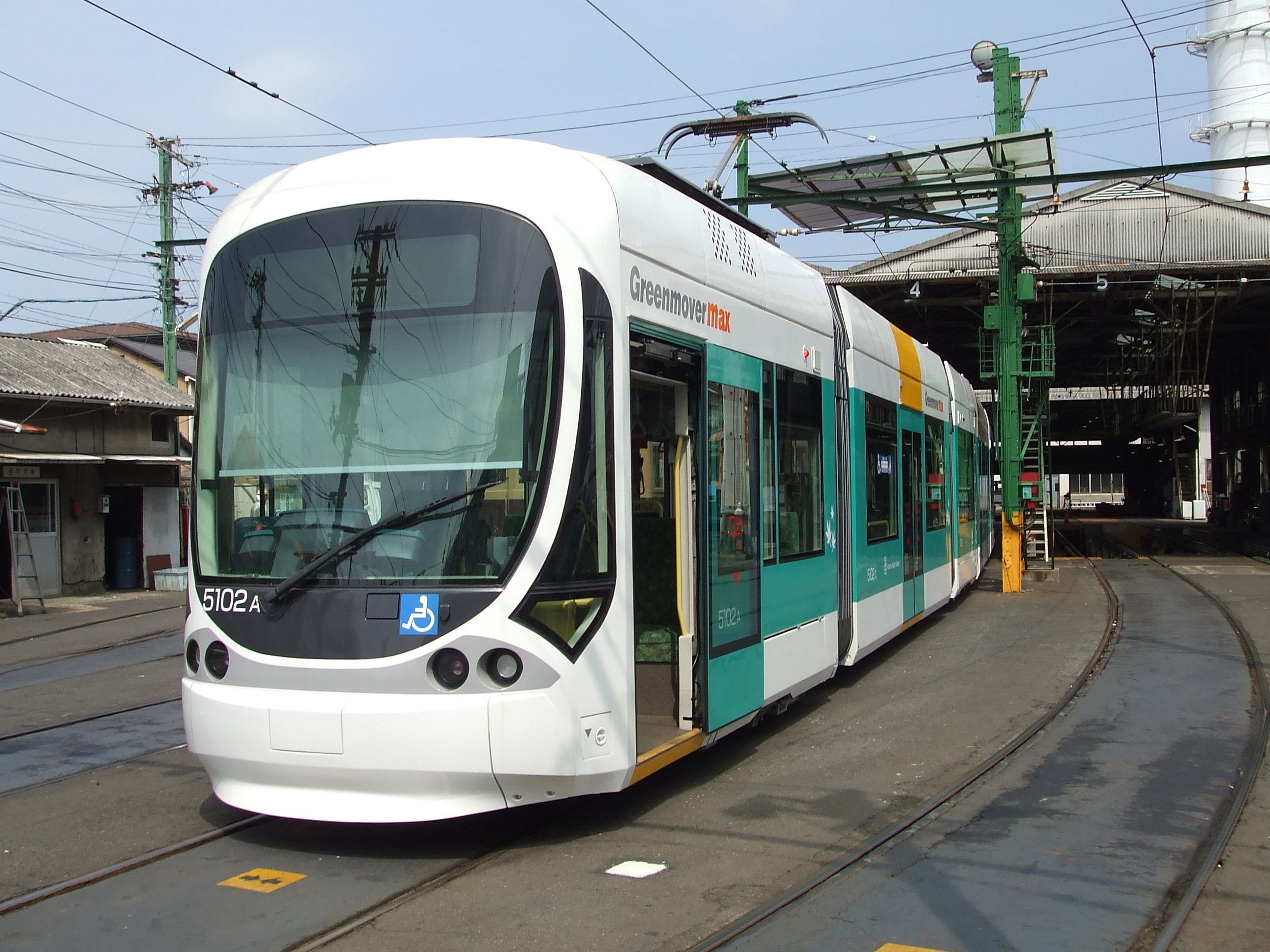
série 5100
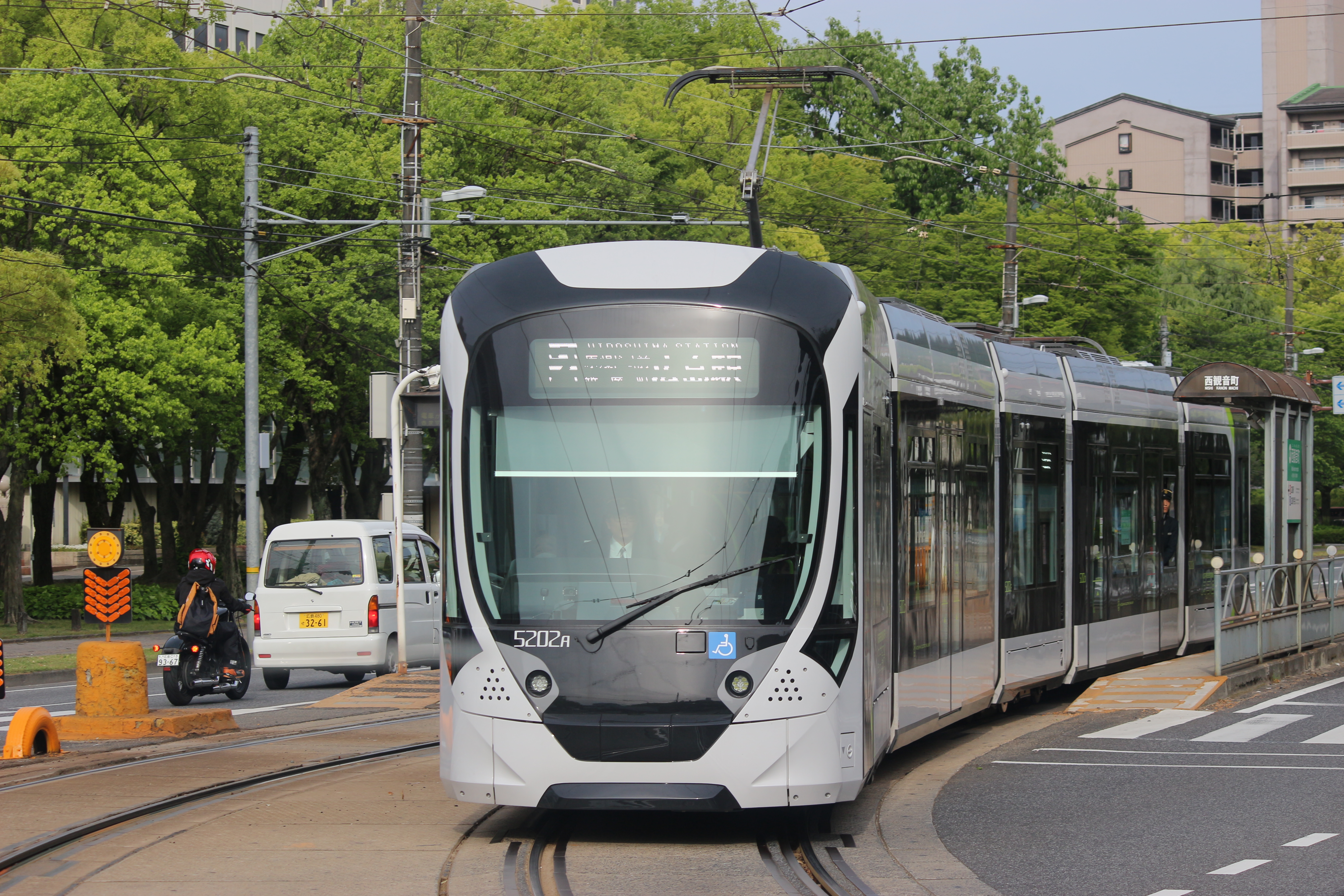
série 5200